# Regno di Cambogia (1945)
Il Regno di Cambogia venne fondato dal Giappone come suo stato fantoccio nel marzo del 1945, sopprimendo il precedente Protettorato francese della Cambogia a seguito degli eventi del colpo di Stato giapponese in Indocina. Il Regno ebbe vita breve, visto che dopo la resa del Giappone nell'agosto 1945 venne rioccupato dai francesi nell'ottobre dello stesso anno.